# ハナ・オルトマン
ハナ・オルトマン（Hanna Orthmann、1998年10月3日 - ）は、ドイツの女子バレーボール選手。ドイツ代表。

## 来歴
メミンゲン出身。2014年、USC Münsterに入団し、バレーボール選手としてのキャリアをスタートさせる。2015年、ペルーで開催されたU-18世界選手権に出場した。2016年にシニアのドイツ代表に初選出され、同年のワールドグランプリで代表デビューを果たす。2020年の東京オリンピックの欧州大陸予選でベストアウトサイドヒッター賞を受賞した。

## 受賞歴
- 2020年 東京オリンピック欧州大陸予選 ベストアウトサイドヒッター賞

## 所属クラブ
- USC Münster（2014-2017年）
- ヴェロ・バレー・ミラノ（2017-2021年）
- サヴィーノ・デルベーネ・スカンディッチ（2021-2022年）
- トゥルク・ハヴァ・ヨラーリ（2022-2023年）
- イゴール・ゴルゴンゾーラ・ノヴァーラ（2023年-）